# Erdfarbene Maus
Die Erdfarbene Maus (Mus terricolor) ist ein auf dem indischen Subkontinent verbreitetes Nagetier in der Gattung der Mäuse. Für die Art wurde zeitweilig der wissenschaftliche Name Mus dunni benutzt. Sie ist eng mit der Kleinen Indischen Maus (Mus booduga) verwandt.

## Merkmale
Bei dieser Maus beträgt die Kopf-Rumpf-Länge 53 bis 70 mm und die Schwanzlänge 51 bis 70 mm. Die Hinterfüße sind 14 bis 16 mm lang und die Ohren erreichen eine Länge von 9 bis 11 mm. Gewichtsangaben fehlen. Das oberseitige Fell hat eine braune, leicht rotbraune bis graubraune Farbe, während die Unterseite hellgrau bis weiß ist. Die Haare sind kurz und weich, ohne eingemischte Borsten. Der Schwanz entspricht in seiner Färbung etwa der Oberseite. Die Erdfarbene Maus hat einen diploiden Chromosomensatz mit 40 Chromosomen (2n=40). Wie der deutsche Name andeutet, ist die Fellfarbe allgemein der Farbe des Erdbodens angepasst. So sind Populationen in Flussnähe dunkler.

## Verbreitung
Die Art ist fast über gesamt Indien verbreitet, mit Ausnahme weniger östlicher Gebiete und erreicht angrenzende Regionen von Pakistan, Nepal und Bangladesch. Eine eingeführte Population lebt auf Sumatra. Diese Maus hält sich in Wäldern, auf Grasflächen in Buschländern sowie in verschiedenen Kulturlandschaften auf.

## Lebensweise
Die Exemplare verbringen den Tag in einem Erdloch und gehen nachts auf dem Erdboden auf Nahrungssuche. Vermutlich zählen Pflanzensamen und Insekten zur Nahrung. Weibchen können sich zu allen Jahreszeiten fortpflanzen, doch die meisten Nachkommen werden in Zeiten geboren, in denen Reis und andere Getreidesorten reichlich vorkommen. Ein Wurf enthält 2 bis 19 Neugeborene und durchschnittlich 8 Nachkommen.
Der unterirdische Bau erreicht allgemein eine Tiefe von 20 cm, mit 2,5 cm breiten Gängen und einer zentralen Kammer, die einen Durchmesser von etwa 14 cm hat. Am Eingang werden, je nach Anzahl der Bewohner, kleinere oder größere Erdhaufen aufgeschichtet. Für die Aufzucht der Jungtiere baut diese Maus zusätzlich ein kugelrundes Nest aus trockenem Gras und anderen Pflanzenteilen in der Kammer. Einzelgängerische Männchen bewohnen einfache Baue.

## Gefährdung
Die IUCN listet die Erdfarbene Maus als nicht gefährdet (least concern) aufgrund fehlender Bedrohungen und einer stabilen Gesamtpopulation.